# Aşağıdana, Safranbolu
Aşağıdana là một xã thuộc huyện Safranbolu, tỉnh Karabük, Thổ Nhĩ Kỳ. Dân số thời điểm năm 2010 là 86 người.